# Koller István (jogász)
Nagymányai Koller István Ferenc Jenő Kálmán Vendel (Alsórajk, 1883. május 20. – Nagykanizsa, 1951. december 27.) nagykanizsai főszolgabíró, a "Zalamegyei Gazdasági Egyesületnek" az alelnöke, és a Nemesi Választmányának a tagja, alsórajki földbirtokos, két Signum Laudisnak, valamint a Polgári Hadi Érdemkereszt II. osztályának a tulajdonosa.

## Családja és származása
A római katolikus nemesi származású nagymányai Koller család sarja. Apja nagymányai Koller István (1850–1914), földbirtokos, a nagykanizsai kerület "Függetlenségi és Negyvennyolcas Párt"-nak az elnöke, anyja hertelendi és vindornyalaki Hertelendy Rózsa (1854–1932) volt. Apai nagyszülei nagymányai Koller Ferenc (1820–1895), földbirtokos, és nagyszigethi Szily Izabella (1828–1889) voltak. Anyai nagyszülei hertelendi és vindornyalaki Hertelendy Kálmán (1820–1875), Zala vármegye főispánja, és nagymádi és várbogyai Bogyay Leontin (1830–1870) voltak. Keresztszülei nagyszigethi Szily Kálmán (1838–1924) fizikus, nyelvész, műegyetemi tanár, és felesége, egyházasbüki Dervarics Róza (1843–1921) voltak.

## Élete
Iskoláit Székesfehérváron végezte, jogi tanulmányait pedig a budapesti egyetemen folytatta. 1904-ben avatták jogi doktorrá. Pályáját 1905. december 11.-én kezdte Pacsán mint szolgabíró, amikor egyhangúlag választották meg; onnantól fogva közel egy évtizedig pálfiszegi Pálffy László (1872-1946), pacsai főszolgabíró mellett tevékenykedett. 1905. december 10.-én zajlott Zala vármegye közgyűlése, amelyen a központi téma a Fejérváry-kormány botrányos helyzete. Koller István a belügyminiszteri rendeletek tárgyalásának alkalmával szólalt fel és kijelentette azt, hogy "A magyar nemzet nem támaszkodhatik senkire, csak önmagára. És fájdalom, mégis akadnak magyarok, akik hazájuk ellen támogatják a törvénytelen kormányt s istápolják az alkotmánytiprók átkos munkáját. Nem hiszem, hogy Zalavármégyében volna ember, aki a mai kormánynak és bizalmasainak szolgálatára állna, de ha mégis akadna szolgalélek ebben a vármegyében, azt ki kell közösíteni s át kell adni a közmegvetésnek." Indítványozta, hogy a vármegye állíttasson fel közgyűlési termében egy fekete márványtáblát és abba vésesse be, az utódok okulására és elrettentő például, azok neveit, akik akkor elárulták a nemzet ügyét. Csertán Károly zalai alispán a közgyűlést 10 órakor megnyitotta és a póttárgysorozat felolvasása után megalakíttatott a kijelölő küldöttség, amely az üresedésben levő első osztályú szolgabírói állásra boldogfai Farkas István novai szolgabírót jelölte, aki első osztályú szolgabíróvá egyhangúlag megválasztatott. A másod osztályú szolgabírói állásra hárman pályáztak: dr Koller István, dr. Huszár Pál és dr Szabó Lajos. Dr. Huszár Pál visszalépett; a kijelölő küldöttség első helyen dr. Koller Istvánt, második helyen dr. Szabót jelölte. A teremben csak Koller István neve hangzott, névszerinti szavazást nem kértek, tehát az elnöklő alispán dr. Koller Istvánt megválasztott szolgabírónak jelentette ki. Miután az új szolgabíró katonai szolgálatra volt bevonulva, a közgyűlésen meg nem jelenhetett, az eskü kivételével az alispán bízatott meg.
1911. február 13.-án a vármegyei törvényhatósági közgyűlés I. osztályú pacsai szolgabírónak választotta meg Koller Istvánt. Az első világháború őt is hadbaszólította, 1914-ben, a mozgósítás első napjaiban. 1916 júliusig frontszolgálatot teljesített, majd megbetegedett és helyi szolgálatra osztották be. Az Osztrák–Magyar Monarchia összeomlásákor mint tartalékos főhadnagy szerelt le. 1918. szeptember 9.-én Nagykanizsán megválasztották főszolgabírónak; a hivatalt 1919. október 1.-éig töltötte be. A Tanácsköztársaság alatt állásától megfosztották és bujdosnia kellett az üldöző bolsevikek elől. A kommün bukása után visszatért Nagykanizsára, majd 1920-ban nyugalomba vonult. Onnantól az alsórajki birtokán gazdálkodott. Tagja a zalamegyei nemesi választmánynak, a zalamegyei törvényhatósági bizottság és a kisgyűlés tagja is volt. A kommunizmus bevezetése után, majd földbirtokától és vagyonától megfosztották, kitelepítették.
1935. június elején a Közigazgatási bizottságban elhalálozás folytán megüresedett két tagsági helyet a májusi megyegyülés Tarányi Ferenc dr. és Koller István dr. bizottsági tagokkal töltötte be. Tarányi Ferenc igy lemondott a kisgyülés második póttagságáról, Koller István pedig kisgyülési rendes tagságáról. Koller helyébe az alispán az első póttagul megválasztott Pehm József apátplébánost hívta be. Tarányi Ferenccel, zalai volt főispánnal és földbirtokossal kedves barátságot ápolt, valamint egyben hosszú ideig együtt dolgozott Koller István. Mindketten tevékeny szerepet töltöttek be a Zala vármegyei Gazdasági Egyesületben, amelynek Koller István volt az alelnöke. Koller István édesapja, idősebb Koller István egyébként a Zalavármegyei Gazdasági Egyesületnek az egyik alapító tagja, majd a 20. század elején az elnöke volt. A kommunizmus bejövetele után kitelepítették és vagyonától megfosztották.
1951. december 27.-én hunyt el Nagykanizsán mély szegénységben kedves ismerősöknél.

## Házassága és leszármazottjai

A magurai Augusz családnak a címere

1906. október 6.-án Somlóvásárhelyen, feleségül vette a dunántúli nemesi származású magurai Augusz Mária Felicitás Franciska (*Magyaróvár, 1886. június 12. –†Keszthely, 1963. január 21.) kisasszonyt,
akinek a szülei dr. magurai Augusz Zsigmond (1858–1931), jogász, földbirtokos és szengyörgyi Horváth Paulina (1864–1945) voltak. Néhány évvel a házasságkötés után Koller István és Augusz Mária elváltak; az asszony később, 1923. augusztus 16-án Budapesten, egyházasbüki Dervarics Ferenc (Kilimán, 1890. október 1. – Keszthely, 1963. január 8.) földbirtokoshoz ment férjhez. Koller István halála után, Dervarics Ferenc és Augusz Mária római katolikus egyházi házasságot kötöttek 1952. január 5.-én a keszthelyi Magyarok Nagyasszonya plébániájában. Koller István és Augusz Mária házasságából született:
- dr. Koller László (*Pacsa, 1908. október 17. – †Budapest, 1997. január 11.),[14] huszárhadnagy, jogász, kereskedelemügyi diplomata, földbirtokos. Felesége: nemes Csertán Judit (*Pölöskefő, 1924. július 23. –†Budapest, 2014. március 2.) asszony. Koller László és Csertán Judit házassága gyermektelen volt.[15]

A második feleségét, Plihál Éva (Gelse, 1902. december 27.) kisasszonyt, 1925. augusztus 15-én Gelsén vette el. A menyasszony szülei dr. Plihál Viktor (1865-1950), országgyűlési képviselő, kir. közjegyző és nemes Csertán Ilona asszony voltak; az apai nagyszülei Plihál Ferenc (1828-1901) királyi közjegyző, 1848-as honvéd, és pósfai Horváth Gabriella (1842-1927) úrnő voltak. A menyasszony anyai nagyszülei nemes Csertán Károly (1845–1919), jogász, 20 évig Zala vármegye alispánja, országgyűlési képviselő, földbirtokos és hottói Nagy Malvin (1857–1877) voltak. A második házasságból nem született gyermek. Koller István és Plihál éva házassága nem tartott sokáig. Elválásuk után Plihál Éva 1928. május 25-én Nagykanizsán férjhez ment Kuhinka Gyula (1894–1936) üveggyároshoz.